# Парламентские выборы во Франции (1837)
Парламентские выборы во Франции 1837 года проходили 4 ноября и были четвёртыми выборами периода Июльской монархии. Они последовали за роспуском парламента королём Луи-Филиппом I 3 октября того же года. Выборы должны были укрепить положение министра-президента, назначенного королём в марте 1837 года, графа Матье Моле, который стал жертвой протестов парламентского большинства консерваторов-орлеанистов, оживлённых предшественником Моле Адольфом Тьером.

## Результаты
В выборах могли участвовать только граждане, платящие налоги. Было зарегистрировано 198 836 избирателей, проголосовало 151 720 человек (76,30%). Точные результаты не известны. Ни одна партия не набрала большинства и парламент был распущен Луи-Филиппом I 2 февраля 1839 года.